# Volhynia (1569–1795)
Tỉnh Volhynia (tiếng Ba Lan: Województwo wołyńskie, tiếng Latinh: Palatinatus Volhynensis, tiếng Ukraina: Волинське воєводство, Volynske voievodstvo) là một đơn vị hành chính và chính quyền địa phương ở Đại công quốc Litva từ năm 1566 đến năm 1569, và của Vương quốc Ba Lan trong Thịnh vượng chung Ba Lan–Litva kể từ Liên minh Lublin năm 1569 cho đến phân chia Ba Lan lần ba năm 1795. Tỉnh là một phần của vùng đất Ruthenia thuộc miền Tiểu Ba Lan.

## Mô tả
Tỉnh được thành lập dựa trên khu trưởng lão (starostvo) Łuck vào năm 1566 của Đại công quốc Litva. Sau Liên minh Lublin năm 1569, tỉnh được giao lại cho Vương quốc Ba Lan như một phần của miền Tiểu Ba Lan (Malopolska).
Thủ phủ của tỉnh là tại Łuck (Lutsk ngày nay), và tỉnh có ba thượng nghị sĩ trong Thượng viện của Thịnh vượng chung. Đó là giám mục Luck, thống đốc (voivode) Volhynia và castellan Volhynia. Tỉnh Volhynia được chia thành ba huyện: Luck, Wlodzimierz và Krzemieniec. Các starosta địa phương cư trú tại ba thủ phủ của các huyện, trong khi sejmik diễn ra tại Luck. Tỉnh có hai đại biểu tại Sejm Ba Lan, và một đại biểu tại Tòa án Tiểu Ba Lan ở Lublin.
Zygmunt Gloger trong cuốn sách Địa lý lịch sử của vùng đất Ba Lan cũ cung cấp mô tả như sau về tỉnh Volhynia: 
Sau khi Liubartas chiếm miền bắc Volhynia, Vương quốc Ba Lan chiếm Ruthenia Đỏ. Một cuộc xung đột giữa Ba Lan và Litva bắt đầu, trở nên phức tạp bởi thực tế là ở vùng đất Ruthenia không có ranh giới rõ ràng của các công quốc và tỉnh. Năm 1366, Vua Kazimierz Vĩ đại khẳng định quyền cai trị của mình đối với thượng nguồn sông Bug, chiếm được Wlodzimierz Wolynski. Xung đột với Litva vẫn tiếp tục, khi cả hai bên đều muốn kiểm soát toàn bộ Volhynia, cùng với Łuck [...] Sau cái chết của Švitrigaila, vùng đất Volhynia rộng lớn trở thành tài sản trực tiếp của triều đại Jagiellon. Vua Kazimierz IV Jagiellon quyết định rằng Volhynia nên trở thành một phần của Đại công quốc Litva, nhưng xung đột Ba Lan-Litva vẫn tiếp tục cho đến Liên minh Lublin năm 1569, khi Volhynia được chuyển giao cho Ba Lan và trở thành một tỉnh. Thống đốc đầu tiên của tỉnh là Thân vương Aleksander Czartoryski […]
Theo quyết định của Sejm, Volhynia là một phần của miền Tiểu Ba Lan. Hệ thống pháp luật của nó dựa trên các đạo luật Litva, với việc cư dân địa phương được phép thay đổi các đạo luật. Vị trí pháp lý của giai cấp thống trị Ruthenia (knyaz) ngang bằng với giới quý tộc Ba Lan, và vào năm 1578, các văn phòng chính phủ Ba Lan được thành lập ở Volhynia, đi sau đó là dòng người định cư Ba Lan […]
Vào thế kỷ 16, tỉnh Volhynia có diện tích 750 dặm vuông, một nửa trong đó được tạo thành từ huyện Luck. Tỉnh có 68 thị trấn, và vào năm 1583, số lượng làng như sau: 777 tại huyện Luck, 294 tại huyện Wlodzimierz và 562 tại huyện Krzemieniec. Dưới thời trị vì của Stefan Batory, có 65 lâu đài và pháo đài [ … ] Ranh giới tỉnh Volhynia không bao gồm toàn bộ Volhynia lịch sử, do Zytomierz và Owrucz, thường được cho là các thị trấn Volhynia, thuộc về tỉnh Kyiv. Volhynia lịch sử tiến sâu vào các tỉnh Kiev, Braclaw và Podolia, nhưng ranh giới của nó chưa bao giờ rõ ràng. Tỉnh Volhynia dân cư thưa thớt, giảm sút do thường xuyên xảy ra chiến tranh và đột kích".

## Hành chính
Trụ sở của thống đốc tỉnh và sejmik khu vực:
- Łuck

Hội đồng khu vực (sejmik generalny) của toàn thể các vùng đất Ruthenia
- Sądowa Wisznia

### Hành chính
- Huyện Luck (Powiat Łucki), Łuck
- Huyện Wlodzimierz (Powiat Włodzimirski), Włodzimierz
- Huyện Krzemieniec (Powiat Krzemieniecki), Krzemieniec

Thành phố hoàng gia tự do
- Kowel
- Krzemieniec
- Łuck
- Milanowicze
- Ratno
- Świniuchy
- Włodzimierz
- Wyszniwka

### Voivode
- Janusz Ostrogski (từ 1558)
- Aleksander Ostrogski (từ 1593)
- Adam Aleksander Sanguszko (1630–1653)
- Mikołaj Hieronim Sieniawski (từ 1679)
- Franciszek Salezy Potocki (chỉ năm 1755)
- Józef Kanty Ossoliński (1757–1775; từ chức)